# Dryope (Mutter des Pan)
Dryope (altgriechisch Δρυόπη Dryópē) ist eine Gestalt der griechischen Mythologie.
Bei Homer wird eine Tochter des Königs Dryops erwähnt, welche Hermes den Hirtengott Pan gebiert. Nun gibt es in der arkadischen Erzählung bereits eine Dryope, die jedoch den Amphissos zum Sohn hat.
Vergil wiederum schreibt von Dryope als einer Geliebten des Faunus, welche von diesem Mutter des Rutulers Tarquitus wird.
Da der italische Faunus dem griechischen Pan gleichgesetzt wurde, hat sich die Sage vermutlich im Laufe der Zeit verändert, wodurch sich Dryopes Rolle von der Mutter eines Hirtengottes zu dessen Geliebter wandelte.